# Lophopterys euryptera
Lophopterys euryptera là một loài thực vật có hoa trong họ Malpighiaceae. Loài này được Sandwith mô tả khoa học đầu tiên năm 1951.